# Кабаєво
Каба́єво (рос. Кабаево, ерз. Кобале) — село у складі Дубьонського району Мордовії, Росія. Адміністративний центр Кабаєвського сільського поселення.

## Населення
Населення — 693 особи (2010; 794 у 2002).
Національний склад (станом на 2002 рік):
- ерзяни — 90 %